# Osmoxylon rectibrachiatum
Osmoxylon rectibrachiatum là một loài thực vật có hoa trong Họ Cuồng cuồng. Loài này được B.J.Conn & Frodin mô tả khoa học đầu tiên năm 1995.